# I sovversivi
I sovversivi (lit. ‘Els subversius’) és una pel·lícula dramàtica italiana de 1967, primera pel·lícula en solitari dirigida per Paolo i Vittorio Taviani, sense Valentino Orsini.
Va ser inscrita al 32è Festival Internacional de Cinema de Venècia.

## Sinopsi
La pel·lícula combina imatges reals del funeral del líder comunista Palmiro Togliatti amb les històries entremesclades de quatre persones afectades per la seva mort: Ettore, un radical veneçolà que abandona la benestant italiana que estima per tornar al seu país i ajudar la seva causa; Ludovico, un cineasta malalt que descobreix que l'art per si sol no és suficient; Giulia, una dona que s'embarca en una aventura lesbiana amb una antiga amant del seu marit; i Ermanno, un llicenciat en filosofia que trenca amb el seu passat.

## Repartiment
- Giulio Brogi com a Ettore
- Pier Paolo Capponi com a Muzio
- Lucio Dalla com a Ermanno
- Fabienne Fabre com a Giovanna
- Ferruccio De Ceresa com a Ludovico
- Maria Cumani Quasimodo com a mare de Ludovico
- José Torres com a Rafael
- Feodor Chaliapin
- Vittorio Duse